# Band on the Run (canción)
«Band on the Run» es una canción del grupo de rock británico Wings del álbum homónimo Band on the Run, lanzada en el año 1974.

## Composición
La canción se compone de una estructura de tres partes que gira alrededor de los temas del escape y de la liberación. La canción cuenta la historia de una banda que es confinada a la cárcel y luego huyen.
La primera parte (0:00-1:18) es suave y melódica. El cantante se queja de estar en cautiverio en una habitación de por vida, incapaz de ver a alguien agradable como su madre nunca más.
La segunda parte (1:19-2:14) es más de una melodía de rock suave con la guitarra, batería y el bajo cada vez más prominentes. El cantante piensa ofrecer todo a la caridad si de esa forma se le deja en libertad. George Harrison contribuyó involuntariamente en la primera línea de esta parte: "Si alguna vez saliera de aquí", cuando lo dijo durante una de las muchas reuniones de negocios de The Beatles.
En la tercera y principal parte (2:15-5:09) es la parte inicial de rock, en la que se habla del grupo escapando. En este fragmento se hace referencia a varios personajes ficticios que están en búsqueda de la banda; pero el cantante asegura que nunca serán encontrados.
La versión que sonaba en la radio de Estados Unidos en 1974 fue una versión más corta de la canción, editada por debajo de los originales 5:09 a 3:50 de duración. La diferencia fue causada en gran parte por la eliminación de la mitad de la segunda parte de la canción, así como el verso que comienza con "Bueno, el de la funeraria sacó un suspiro..."

## Versiones
- Una versión de "Band on the Run", fue grabada en 2007 por Foo Fighters como su contribución al álbum Radio 1. Established 1967. Este álbum, en conmemoración al 40.º aniversario de la BBC Radio 1, cuenta con versiones de cada canción lanzada en los 40 años de la estación, fueron grabadas por solistas y bandas modernas, "Band on the Run" es la canción seleccionada para representar a 1974.

- El 1 de junio de 2008 McCartney fue acompañado en el escenario por el cantante de Foo Fighters Dave Grohl para una actuación especial en Liverpool.[3] Grohl tocó la guitarra y cantaba coros en "Band on the Run", y luego tocó la batería en canciones de The Beatles como "Back in the USSR" y "I Saw Her Standing There".

- Tori Amos realizó un fragmento de esta canción en una serie de espectáculos durante todo el Plugged '98 Tour.[4]

## Recepción
La canción ocupa un lugar destacado en todas las compilaciones de McCartney/Wings y en shows en vivo de McCartney. Fue el segundo de seis sencillos número uno de la banda en el Billboard Hot 100.  Fue incluida en el videojuego Guitar Hero World Tour. La canción aparece en la lista de canciones principales del juego.